# Kiyoshi Yoshimoti

Yoshimochi Kiyoshi Sensei

Yoshimochi Kiyoshi nasceu em 1948 na cidade de Usa, prefeitura de Oita, em Kyushu, Japão.
Seu Pai, Gosho Motoharu, foi um dos mais importantes mestres de kobudo da região, sendo Menkyo kaiden e Shihan (mestre) de dois importante estilos, o Hyōhō Niten Ichi-ryū e o  Sekiguchi Ryu.
Desde sua juventude, Yoshimochi Kiyoshi treinou sob a tutela de seu pai, alcançando o nível mais alto, o Menkyo Kaiden, nos dois estilos citados, além de graduações altas em outras modalidades.
Em 2007, atendendo a pedido da Associação de Kendo de Oita, a família do nono soke do Hyoho Niten Ichi Ryu (Kiyonaga Tadanao - falecido em 1976) e do 11°  sucessor (Kiyonaga Fumiya - falecido em 2004), escolheu Yoshimochi Kiyoshi para restabelecer a linha Seito (principal) do estilo em Oita. Ele se tornou o 12º sucessor de Miyamoto Musashi, reintegrando sua linhagem familiar, o Gosho-ha Hyoho Niten Ichi ryu e a linha Seito.
| 1948 | -Nasce em Oita Ken, Usa Shi |
| 1989 | -4° dan em Kendo |
| 1993 | - Menkyo Kaiden no Sekiguchi Ryu Iaijutsu |
| 1994 | - 7th dan Kyoshi em Iaido |
| 1999 | - Menkyo Kaiden em Hyoho Niten Ichi ryu |
| 2007 | - Tornou-se o décimo segundo sucessor do Hyoho Niten Ichi ryu - Representou e demonstrou o Hyoho Niten Ichi Ryu no Kyoto Taikai - Demonstração de Hyoho Niten Ichi Ryu no Torneio Japonês de Naginata - Demonstração de Hyoho Niten Ichi Ryu no Miyamoto Iori Taikai, em Kokura |